# Björn Carlson
Björn Carlson, född 15 september 1935, död 16 juli 2021 i Stockholm, var en finansman, känd för sitt finansbolag Luxonen. 2005 avsatte Björn Carlson 500 miljoner kronor ur egen ficka och startade stiftelsen Baltic Sea 2020 för att främja en positiv utveckling av miljön i Östersjön. Stiftelsens tillgångar finansierar projekt som är nydanande, innovativa och som bidrar till att förbättra Östersjöns miljö. Kapitalet kommer att användas kontinuerligt till år 2020, därav namnet på stiftelsen. Björn Carlson var ordförande i Baltic Sea 2020:s styrelse.